# 562 Salome
Salome è un asteroide della fascia principale del diametro medio di circa 30,67 km. Scoperto nel 1905, presenta un'orbita caratterizzata da un semiasse maggiore pari a 3,0205866 UA e da un'eccentricità di 0,0949404, inclinata di 11,12611° rispetto all'eclittica.
Stanti i suoi parametri orbitali, è considerato un membro della famiglia Eos di asteroidi.
Il nome è un omaggio all'opera di Richard Strauss Salomè, la quale prende il titolo dalla biblica figlia di Erodiade.